# Pas à pas vers son destin
Pas à pas vers son destin (After the Fall) est un téléfilm américain réalisé par Bradford May et diffusé le 12 juillet 2011.

## Synopsis
Une jeune femme, jockey de haut niveau, se bat pour réapprendre à marcher après une violente chute de cheval...

## Fiche technique
- Titre original : After the Fall
- Réalisation : Bradford May
- Scénario : Wayne Lemon
- Durée : 90 minutes
- Pays :  États-Unis

## Distribution
- Andrea Bowen (VF : Karine Foviau) : Jenna Danville
- Greg Evigan (VF : Gilles Morvan) : Phillip Danville
- Gail O'Grady (VF : Micky Sébastian) : Dr. Susan Miles
- Rick Malambri (VF : Nicolas Djermag) : Will Dutton
- Fiona Dourif : Annie Tolgen
- Nicholas Gonzalez : Eugene Gibbs
- Alicia Ziegler (VF : Léa Gabriele) : Heather Banks
- David Thomas Jenkins (VF : Thierry D'Armor) : Carson
- Rene Cadet : Bobby Crawford
- Gene Davis (en) : Dr. Nelson